# Neuss
Neuss település Németországban, azon belül Észak-Rajna-Vesztfália tartományban. Lakosainak száma 155 163 fő (2023. december 31.). Neuss Düsseldorf, Dormagen, Grevenbroich, Korschenbroich, Kaarst, Meerbusch és Titz községekkel határos.

## Népesség
A település népességének változása:
| Lakosok száma | 3555 | 6400 | 63 478 | 148 198 | 151 486 | 159 672 | 153 810 | 153 796 | 154 139 | 155 163 |
|               | 1777 | 1810 | 1950   | 1975    | 2012    | 2015    | 2017    | 2019    | 2022    | 2023    |

## Közlekedés

### Közúti közlekedés
A várost érinti az A57-es, A46-os és az A52-es autópálya.

## Neuss szülöttei
- Hans-Jörg Criens (* 1960), labdarúgó
- Frank Biela (* 1964), autóversenyző
- Stephan Schulz-Winge (* 1974), labdarúgó
- Markus Hausweiler (* 1976), labdarúgó
- Florian Kehrmann (* 1977),  labdarúgó
- Danny da Costa (* 1993), labdarúgó

#### Galéria

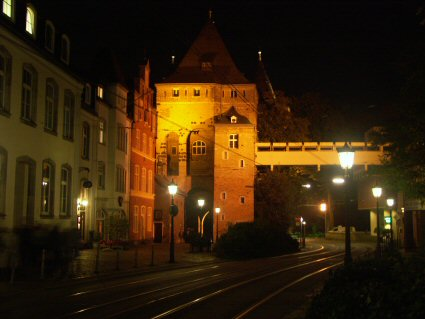
Obertor (városi oldál)
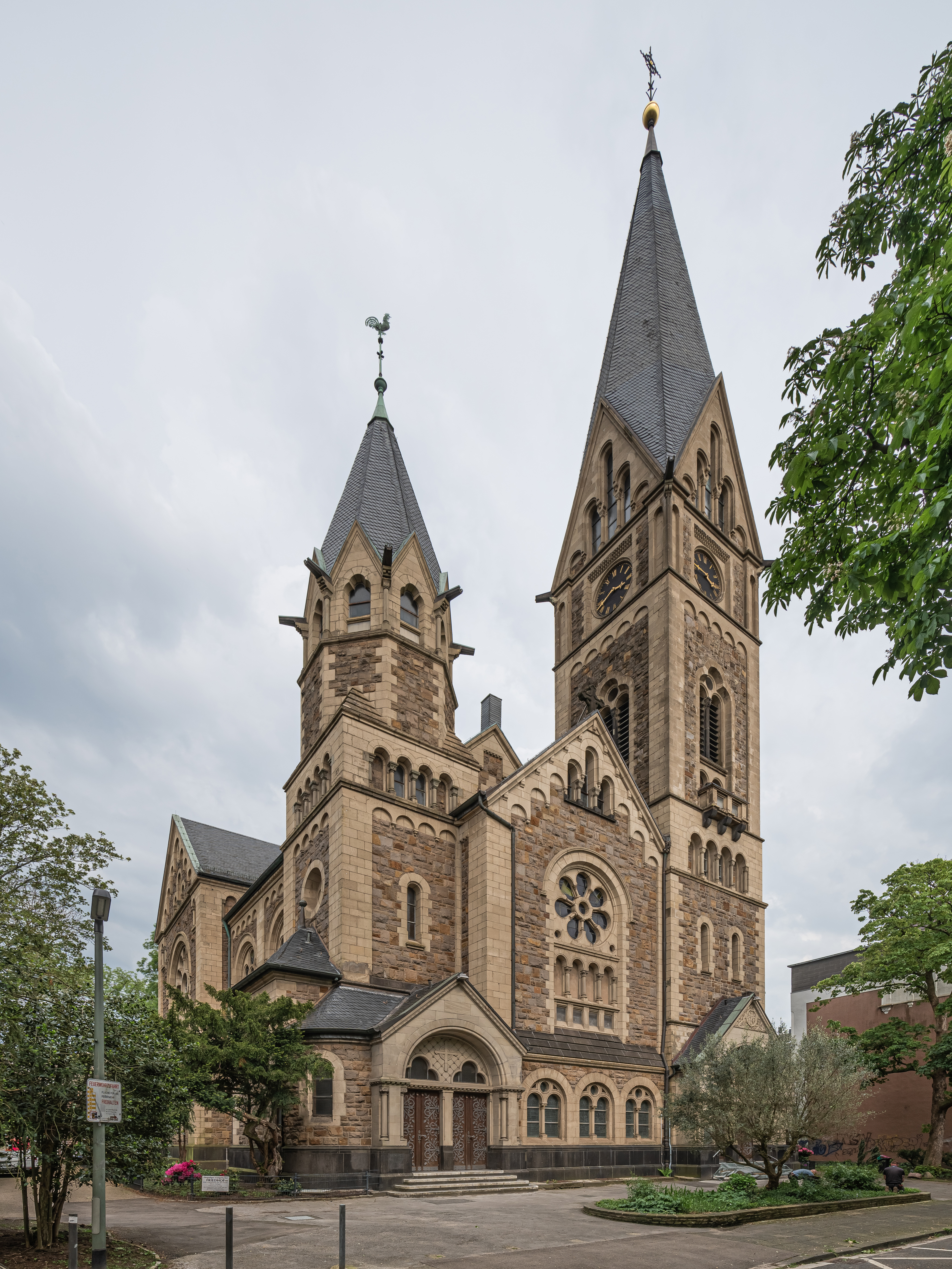
Ev. Christuskirche
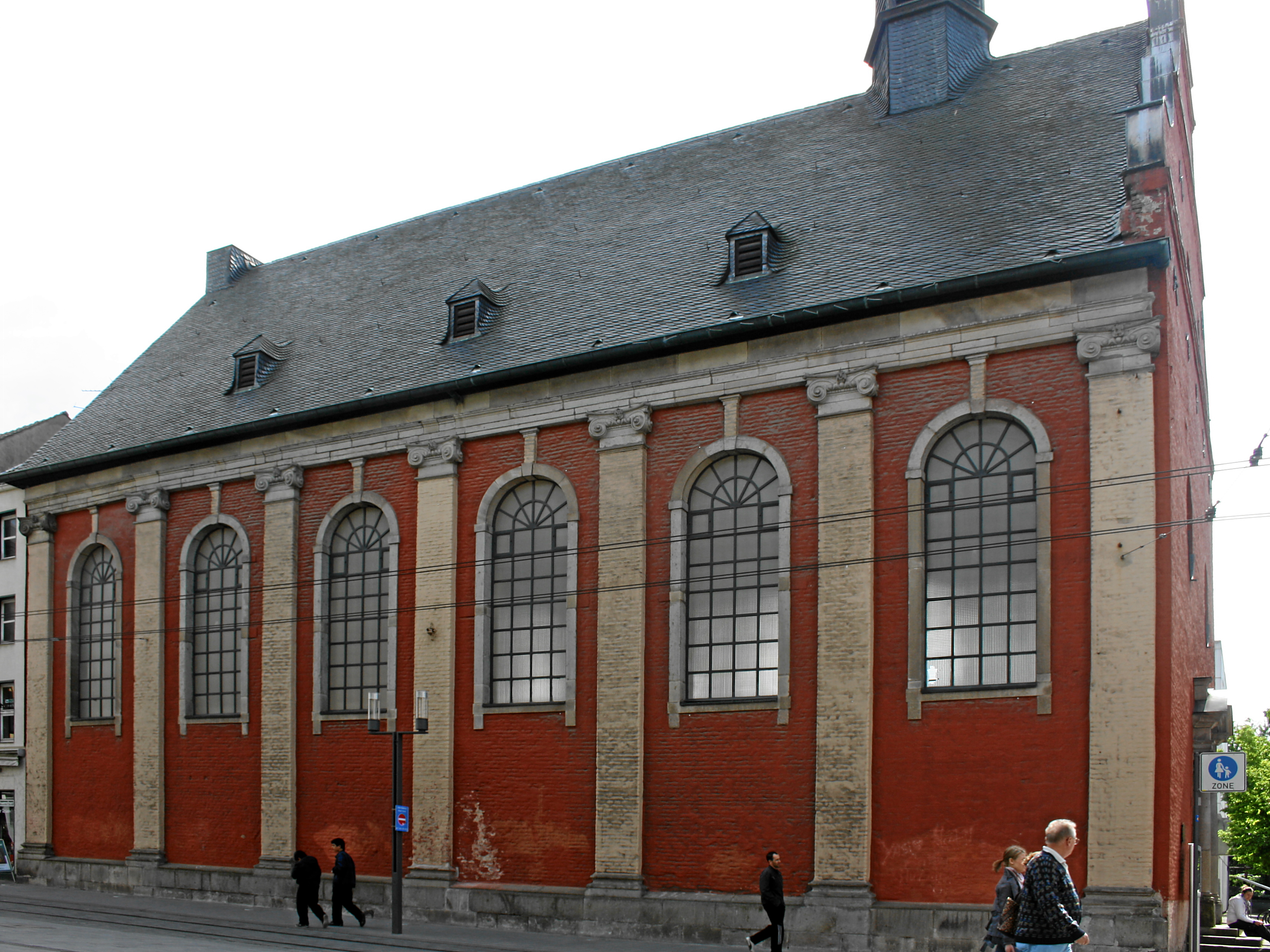
St. Sebastianus Kirche
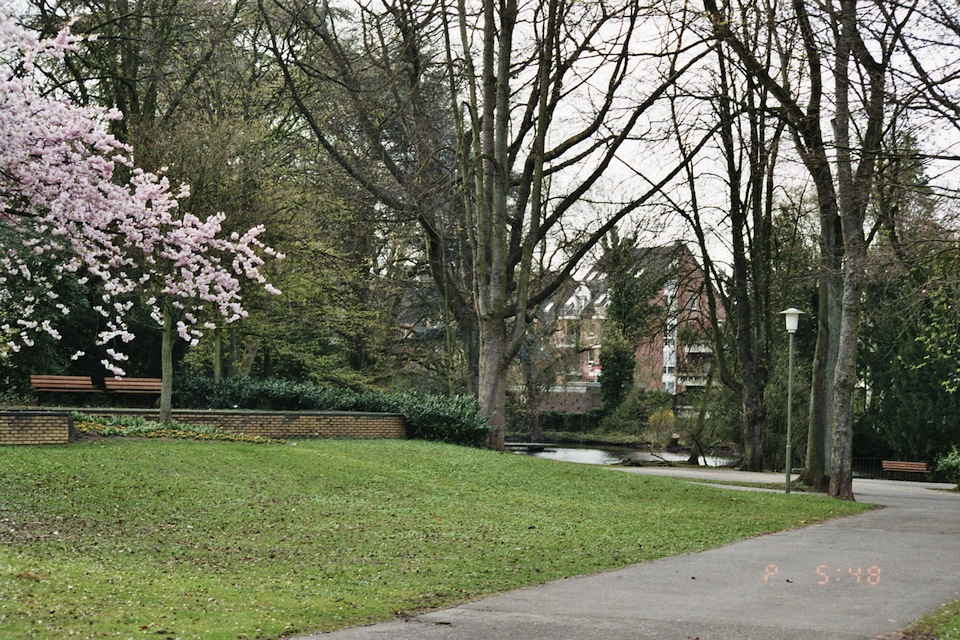
Stadtgarten
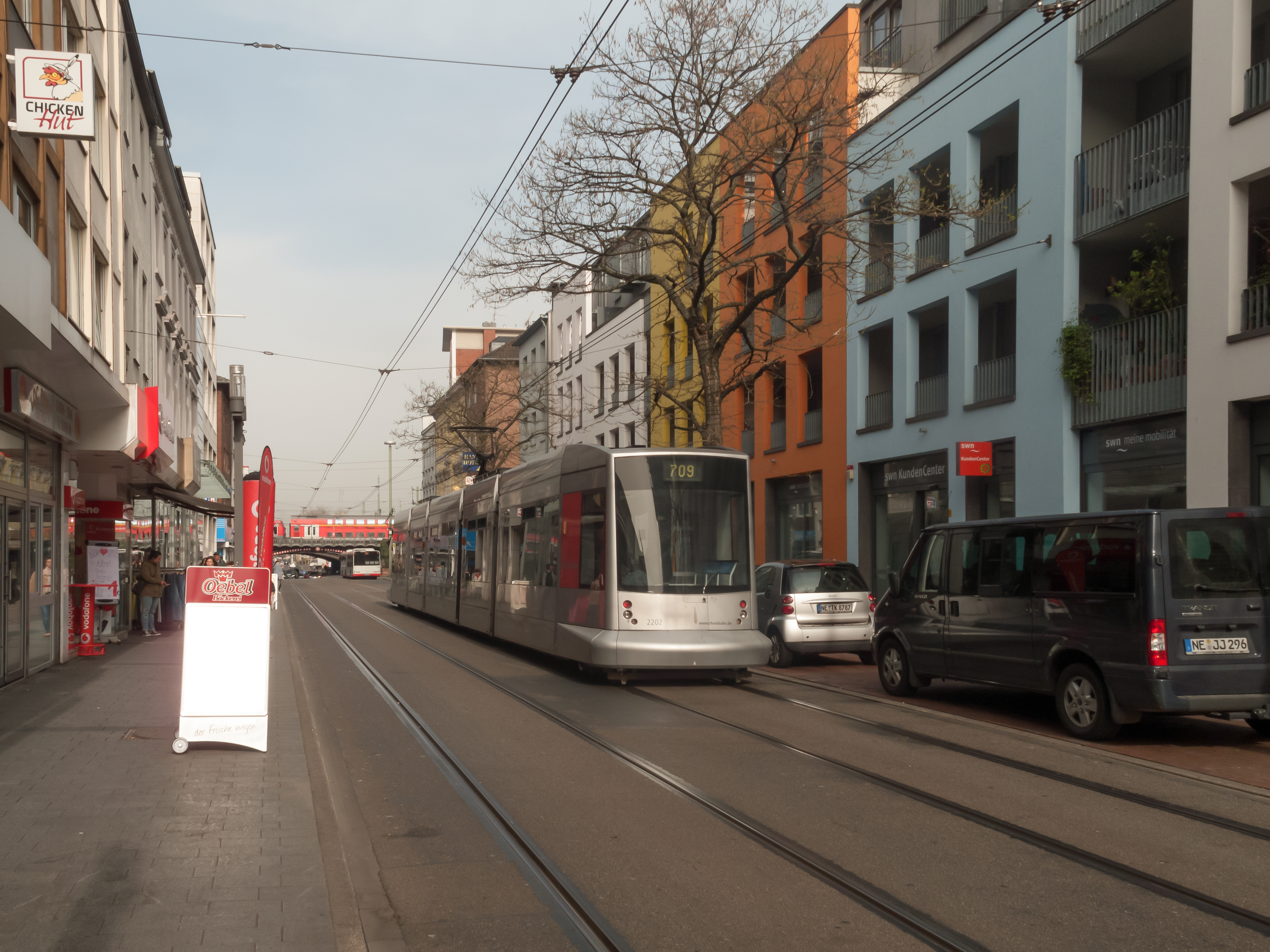
Krefeldi utca
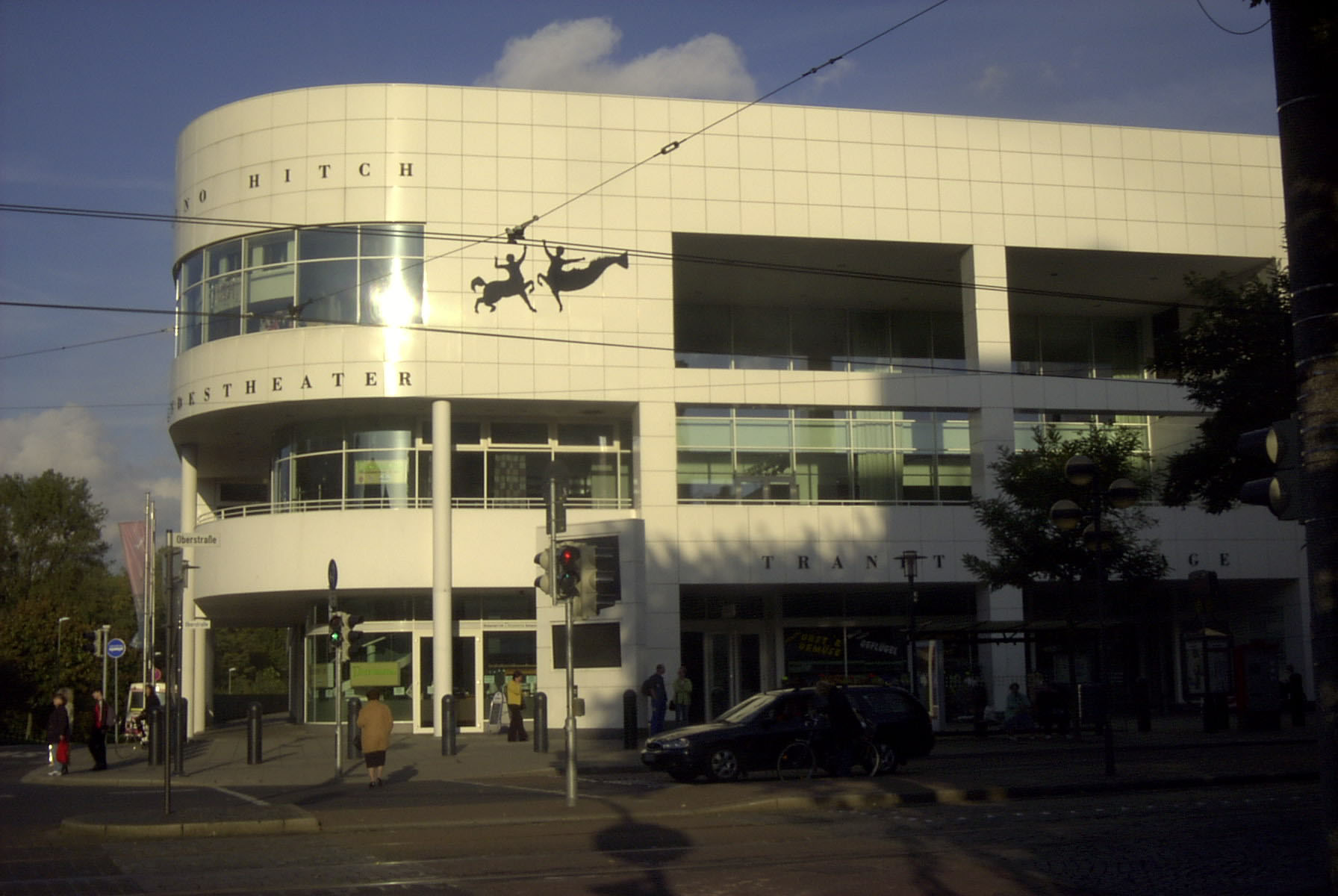
A színház